# Melvin Brown
Melvin Brown Casados (28 de gener de 1979) és un exfutbolista mexicà.

## Selecció de Mèxic
Va formar part de l'equip mexicà a la Copa del Món de 2002.